# Atletica leggera ai Giochi della XXII Olimpiade - 400 metri piani maschili
I 400 metri piani hanno fatto parte del programma maschile di atletica leggera ai Giochi della XXII Olimpiade. La competizione si è svolta nei giorni 27-30 luglio 1980 allo Stadio Lenin di Mosca.

## Assenti a causa del boicottaggio
Nota: le prestazioni si riferiscono all'anno olimpico.
| Primat. mondiale stag.le e primo degli atleti USA | 44"84 | 11 maggio | William Mullins |
| Secondo atleta della stagione                     | 45"27 | 26 maggio | Harald Schmid   |
| Secondo tra gli atleti USA                        | 45"36 | 15 giugno | William Smith   |

## La gara
I favoriti sono il giamaicano Bertland Cameron ed il cubano Alberto Juantorena (campione in carica). Ma entrambi sono reduci da infortuni. Cameron, infatti, non va oltre i Quarti.

Durante i turni eliminatori non si vedono grandi tempi. In semifinale nessuno scende sotto i 45”50. Juantorena si qualifica a stento arrivando terzo nella seconda serie. Nessuno appare in grado di dominare la gara.

In finale il belga Brijdenbach cerca di sorprendere gli avversari lanciandosi a tutta velocità. Ai 300 metri è ancora in testa; dietro di lui seguono Schaffer, Markin (l'atleta di casa), Juantorena e Mitchell. Sul rettilineo d'arrivo Markin supera Schaffer e va a prendere il belga, vincendo con due metri di distacco. Rinviene prepotentemente l'australiano Mitchell che, dalla quinta posizione, recupera fino ad arrivare dietro Markin. Schaffer mantiene la terza posizione, lasciano ai piedi del podio Alberto Juantorena.

Il vincitore ha stabilito il nuovo record europeo.

## Risultati

### Turni eliminatori
| 8 Batterie         | 27 luglio | 57 partenti   | Si qualificano i primi 4. |
| 4 Quarti di finale | 28 luglio | 8 + 8 + 8 + 8 | Si qualificano i primi 4. |
| 2 Semifinali       | 28 luglio | 8 + 8         | Si qualificano i primi 4. |
| Finale             | 30 luglio | 8 concorrenti |                           |

### Finale
Stadio Lenin, mercoledì 30 luglio.
| Posizione | Nome               | Paese             | Tempo | Note           |
| --------- | ------------------ | ----------------- | ----- | -------------- |
| Oro       | Viktor Markin      | Unione Sovietica  | 44"60 | Record europeo |
| Argento   | Rick Mitchell      | Australia         | 44"84 |                |
| Bronzo    | Frank Schaffer     | Germania Est      | 44"87 |                |
| 4         | Alberto Juantorena | Cuba              | 45"09 |                |
| 5         | Fons Brydenbach    | Belgio            | 45"10 |                |
| 6         | Mike Solomon       | Trinidad e Tobago | 45"55 |                |
| 7         | David Jenkins      | Gran Bretagna     | 45"56 |                |
| 8         | Joseph Coombs      | Trinidad e Tobago | 46"33 |                |